# Slätholmen (Lemland, Åland)
Slätholmen med Munkholmen är en ö i Åland (Finland). Den ligger i Skärgårdshavet och i kommunen Lemland i landskapet Åland, i den sydvästra delen av landet. Ön ligger nära Mariehamn och omkring 280 kilometer väster om Helsingfors.
Öns area är 22,4 hektar och dess största längd är 1 kilometer i nord-sydlig riktning. Ön höjer sig omkring 20 meter över havsytan.

## Delöar och uddar
- Slätholmen 60°03′41″N 19°58′31″Ö / 60.06128°N 19.97519°Ö
- Munkholmen 60°03′56″N 19°58′18″Ö / 60.06569°N 19.97165°Ö